# Rolls-Royce Phantom I
La Phantom I ("I" significa "prima serie") è un'autovettura costruita dalla  Rolls-Royce dal 1925 al 1931, che sostituì la Silver Ghost. Come quest'ultimo modello fu costruito sia nel Regno Unito che negli Stati Uniti, rispettivamente a Derby e a Springfield. Nel primo stabilimento furono prodotte 2269 esemplari, nel secondo 1243, per un totale di 3512.

## Il contesto
Una delle novità rispetto alla Silver Ghost fu lo sviluppo del motore in linea a sei cilindri con valvole in testa comandate ad aste e bilancieri. Il Motore biblocco era formato da tre unità di due cilindri ciascuna. Il propulsore produceva un'elevata potenza, non dichiarata come nella tradizione della casa britannica ma stimata in 108 CV a 2.300 giri al minuto, particolarmente adatta per spostare la pesante carrozzeria. I pistoni avevano una corsa di 139,7 mm (5,5") e un alesaggio di 107,9 mm (4,25") per una cilindrata di 7668 cm³, è stato il motore per automobili più grande prodotto dalla Rolls Royce; Il raffreddamento era ad acqua con pompa e regolazione manuale dell'apertura delle persiane del radiatore dal cruscotto, secondo il criterio già adottato per movimentare le piastre d'acciaio mobili poste a protezione del radiatore sugli esemplari convertiti in autoblindo durante la Grande Guerra. Dal 1928 la testata fu costruita in alluminio in sostituzione della ghisa. La vettura era a trazione posteriore.
Il modello montava sospensioni a balestra semiellittica sull'avantreno e sospensioni di tipo cantilever sul retrotreno. L'impianto frenante a tamburo sulle quattro ruote era dotato di servofreno meccanico comandato dal cambio, sebbene i primi esemplari destinati al mercato statunitense montassero i freni solo sulle ruote posteriori. 
Una differenza importante tra gli esemplari prodotti nel Regno Unito e negli Stati Uniti era il passo, rispettivamente 3822 mm e 3721 mm. Un'altra differenza era il cambio; gli esemplari britannici ne montavano uno a quattro velocità, mentre quelli americani ne avevano installato uno a tre. Entrambi avevano una frizione monodisco a secco.
Nel 1934 la carrozzeria belga Jonckheere modificò un esemplare di Phantom I e la trasformò in una coupé con il propulsore potenziato a 108 cv. Ciò permetteva alla vettura di raggiungere una velocità massima di 140 km/h.